# Хелвеге
Хелвеге (њем. Hellwege) општина је у њемачкој савезној држави Доња Саксонија. Једно је од 57 општинских средишта округа Ротенбург (Виме). Према процјени из 2010. у општини је живјело 1.103 становника. Посједује регионалну шифру (AGS) 3357022.

## Географски и демографски подаци
Хелвеге се налази у савезној држави Доња Саксонија у округу Ротенбург (Виме). Општина се налази на надморској висини од 15 метара. Површина општине износи 27,4 km². У самом мјесту је, према процјени из 2010. године, живјело 1.103 становника. Просјечна густина становништва износи 40 становника/km².

## Међународна сарадња
| Мјесто | Држава    | Врста сарадње | Од    |
| ------ | --------- | ------------- | ----- |
|        | Француска | партнерство   | 1973. |
| Извор  |           |               |       |